# Jan-Willem Jansen
Jan-Willem Jansen, né le 11 avril 1950 à Deventer aux Pays-Bas, est un organiste et claveciniste néerlandais, professeur au Conservatoire de Toulouse, où il enseigne l'orgue et le clavecin. Il est titulaire de l'orgue Ahrend du Musée des Augustins et de la Basilique de la Daurade à Toulouse.
Après une formation musicale auprès de Jan Warmink, Willem Mesdag et Wim van Beek (nl), il obtient le diplôme de concert au conservatoire royal de La Haye. Il a en outre été l'élève de Ton Koopman à Amsterdam pour le clavecin.
À Toulouse, il est devenu le collaborateur pédagogique de l'organiste Xavier Darasse. Il y a fondé, le département de musique ancienne et il y enseigne encore l'orgue et le clavecin.
Jan-Willem Jansen a été le directeur artistique du festival Toulouse les Orgues de 1996 à 2000 conjointement avec Michel Bouvard puis a continué de 2000 à 2010. 
Il a enregistré plusieurs disques.